# Alison Bechdel

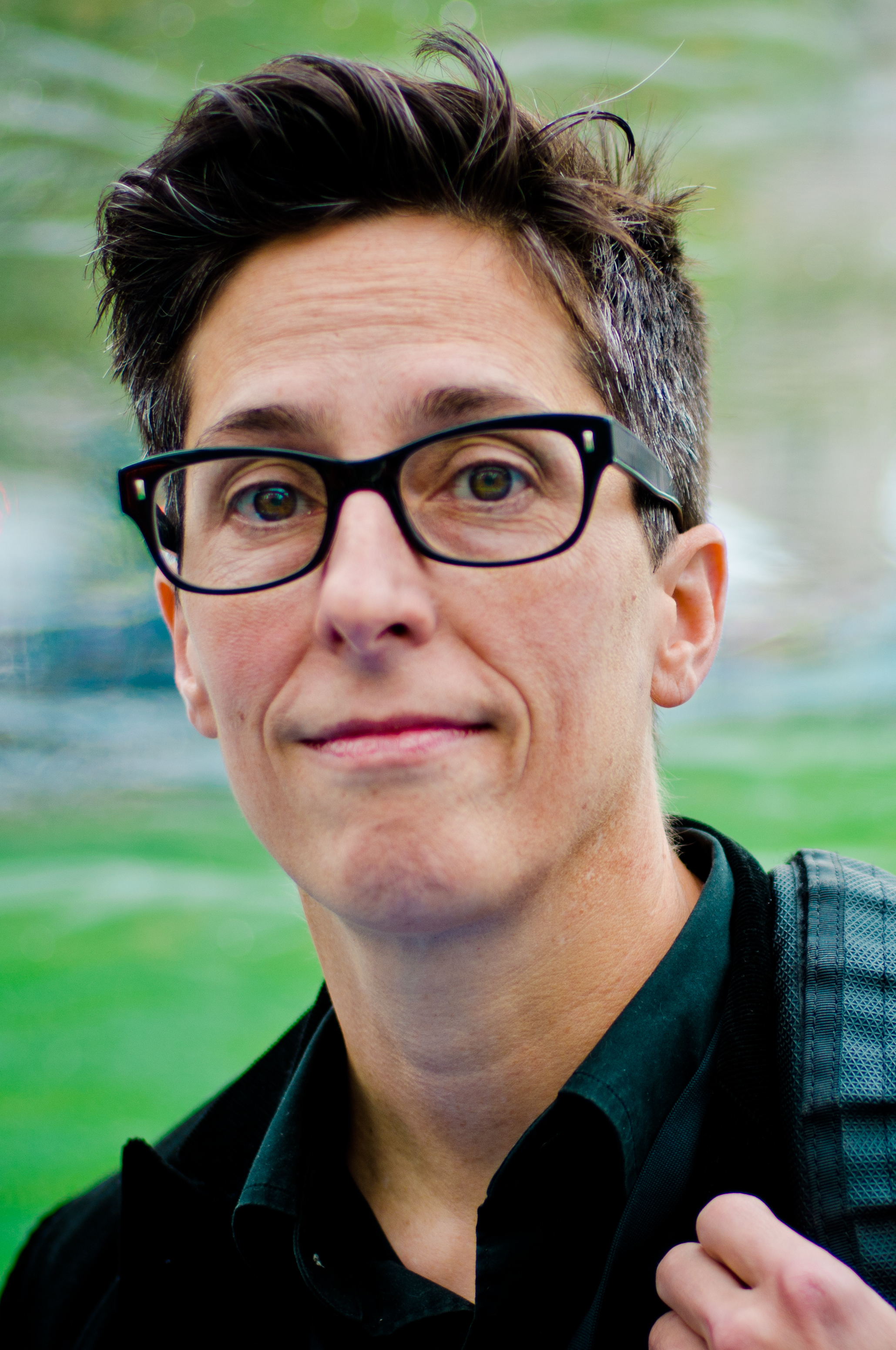
Alison Bechdel, 2011

Alison Bechdel (* 10. September 1960 in Lock Haven, Pennsylvania) ist eine US-amerikanische Comiczeichnerin und Autorin. Anfangs wurde sie vor allem bekannt mit der Serie Dykes To Watch Out For. 2006 wurde ihre gezeichnete Autobiografie Fun Home zum Bestseller in den Vereinigten Staaten.

## Leben und Werk
Alison Bechdel wurde in Lock Haven geboren, einer Kleinstadt im Westen Pennsylvanias. Ihre katholischen Eltern waren beide Lehrer, nebenbei betrieb die Familie ein Bestattungsunternehmen. Alison Bechdels Bruder ist der Musiker John Bechdel. 1981 schloss sie ihr Studium am Oberlin College ab, nachdem sie zuvor das Simon′s Rock College besucht hatte, und zog nach New York City.
Nach mehreren vergeblichen Anläufen bei verschiedenen Kunstschulen begann sie, freiberuflich Comics zu zeichnen. Ihre Serie Dykes to Watch Out For (deutsch etwa: Lesben, vor denen man sich in Acht nehmen sollte) erschien regelmäßig ab Sommer 1983 in der feministischen Zeitung Womannews. Nach einem Jahr wurde die sehr erfolgreiche Serie auch von anderen Zeitungen übernommen. Im Comicstrip kommt ein Kriterienkatalog zur Beurteilung des Rollenverständnisses von Frauen in Spielfilmen vor. Er ist inzwischen als Bechdel-Test bekannt geworden.
Ab 1990 widmete sich Alison Bechdel ganz dem Zeichnen von Comics und zog in die Nähe von Burlington. Im Februar 2004 heiratete sie in San Francisco ihre Lebensgefährtin Amy Rubin, mit der sie ab 1992 eine Beziehung führte. Alle zu dieser Zeit vollzogenen Trauungen von gleichgeschlechtlichen Paaren in San Francisco wurden jedoch später vom Obersten Gericht des Staates Kalifornien für ungültig erklärt. Bechdel und Rubin trennten sich im Jahr 2006.
Im selben Jahr hatte sie mit ihrer Autobiografie Fun Home einen überraschenden Bestseller. Die Graphic Novel, in der sie sich mit ihrer Kindheit und Jugend und besonders mit dem Verhältnis zu ihrem Vater auseinandersetzt, wurde von der Kritik begeistert aufgenommen und stand für zwei Wochen auf der Bestsellerliste der New York Times. Mehrere Zeitschriften nahmen es in die Liste der besten Bücher des Jahres 2006 auf, das Time Magazine wählte es auf Platz eins der Besten Bücher des Jahres 2007. Während Bechdel durch ihre Comics zuvor eher eine Kultautorin war, wurde sie durch Fun Home eine Erfolgsautorin im Mainstream amerikanischer Literatur.

## Auszeichnungen
- 1991: Lambda Literary Award für New, Improved Dykes To Watch Out For
- 1993: Lambda Literary Award für Dykes to Watch Out For: The Sequel
- 1994: Lambda Literary Award für Spawn of Dykes to Watch Out For (Kategorie: Humor)
- 1999: Lambda Literary Award für The Indelible Alison Bechdel; Confessions, Comix, and Miscellaneous Dykes to Watch Out for (Kategorie: Lesbian biography/autobiography)
- 2004: Lambda Literary Award für Dykes and Sundry Other Carbon-Based Life-Forms to Watch Out For (Kategorie: Humor)
- 2007: Stonewall Book Award für Fun Home
- 2007: Lambda Literary Award für Fun Home (Kategorie: Lesbian Memoir/Biography)
- 2014: MacArthur Fellowship

## Werke

### Originalausgaben
- Dykes to Watch Out For. Firebrand books, 1986, ISBN 0-932379-17-6.
- More Dykes to Watch Out For. Firebrand books, 1988, ISBN 0-932379-45-1.
- New, Improved! Dykes to Watch Out For. Firebrand books, 1990, ISBN 0-932379-79-6.
- Dykes to Watch Out For: The Sequel. Firebrand books, 1992, ISBN 1-56341-008-7.
- Spawn of Dykes to Watch Out For. Firebrand books, 1993, ISBN 1-56341-039-7.
- Unnatural Dykes to Watch Out For. Firebrand books, 1995, ISBN 1-56341-067-2.
- Split-Level Dykes to Watch Out For Firebrand books, 1998, ISBN 1-56341-102-4.
- Hot, Throbbing Dykes to Watch Out For Firebrand books, 1997, ISBN 1-56341-086-9.
- The Indelible Alison Bechdel: Confessions, Comix, and Miscellaneous Dykes to Watch Out For. Firebrand books, 1998.
- Post-Dykes to Watch Out For Firebrand books, 2000, ISBN 1-56341-122-9.
- Dykes and Sundry Other Carbon-Based Life-Forms to Watch Out For. Alyson Publications, 2003, ISBN 1-55583-828-6.
- Invasion of the Dykes to Watch Out For. Alyson Publications, 2005, ISBN 1-55583-833-2.
- Fun Home: A Family Tragicomic. Houghton Mifflin, 2006, ISBN 0-618-47794-2.
- Are You My Mother?: A Comic Drama. Houghton Mifflin, 2012, ISBN 0-618-98250-7.
- The Secret to Superhuman Strength. Houghton Mifflin Harcourt, Boston 2021, ISBN 978-0-544-38765-2.

### Deutsche Ausgaben
- Lesbenläufe: ... wie aus dem Bilderbuch. Göttingen: Daphne 1991. ISBN 3-89137-012-1
- Die feine Lesbenart: neue Comics!. Göttingen: Daphne; Wiesbaden: FLV 1993. ISBN 3-89137-014-8.
- Wilde Lesbenwelt. Göttingen: Daphne 1998. ISBN 3-89137-031-8.
- Turbogeile Lesbenlust. Göttingen: Daphne 1999. ISBN 3-89137-032-6.
- Lesbenchaos. Göttingen: Daphne 2000. ISBN 3-89137-034-2.
- Postmoderne Lesbenheit. Göttingen: Daphne 2003. ISBN 3-89137-036-9.
- Lesben und andere Lebensformen auf Kohlenstoffbasis. Berlin: Krug & Schadenberg 2005. ISBN 3-930041-47-2.
- Fun Home. Eine Familie von Gezeichneten. Köln: Kiepenheuer & Witsch 2008. ISBN 978-3-462-03922-1.[2]
- Wer ist hier die Mutter? Ein Comic-Drama. Kiepenheuer & Witsch, Köln 2014, ISBN 978-3-462-04618-2.
- Das Geheimnis meiner Superkraft. Kiepenheuer & Witsch, Köln 2023, ISBN 978-3-462-00253-9.